# 对一个人的伤害就是对所有人的伤害

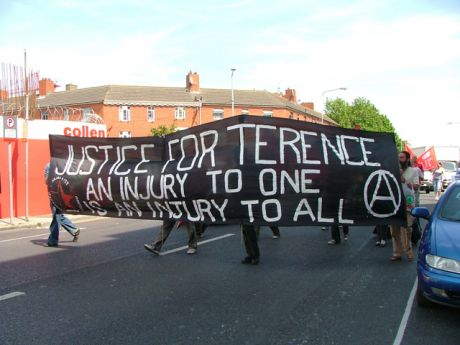
游行示威者展示写着“对一个人的伤害就是对所有人的伤害”的横幅。

对一个人的伤害就是对所有人的伤害（英語：An injury to one is an injury to all）是世界产业工人联盟广泛使用的座右铭。世界产业工人联盟领导人比尔·海伍德在自传中称该口号是在大卫·C·科茨的建议下采用的，并对此行为表示赞赏。后来，这个口号已被许多劳工组织使用。该口号反映一个事实：世界产业工人联盟是“ 单一大工会 ”，并且将技术工人和非技术工人组织起来。尽管如今有组织的工人的数量有所减少，但该口号在工会和其他组织中仍然很流行。

## 起源
该表述类似于，且有可能源于，此前25年被劳动骑士团广为宣传的口号：“在最好的政府里，对一个人的伤害是所有人关切的事”（that is the best government in which an injury to one is the concern of all） 。